# 阿斯反应

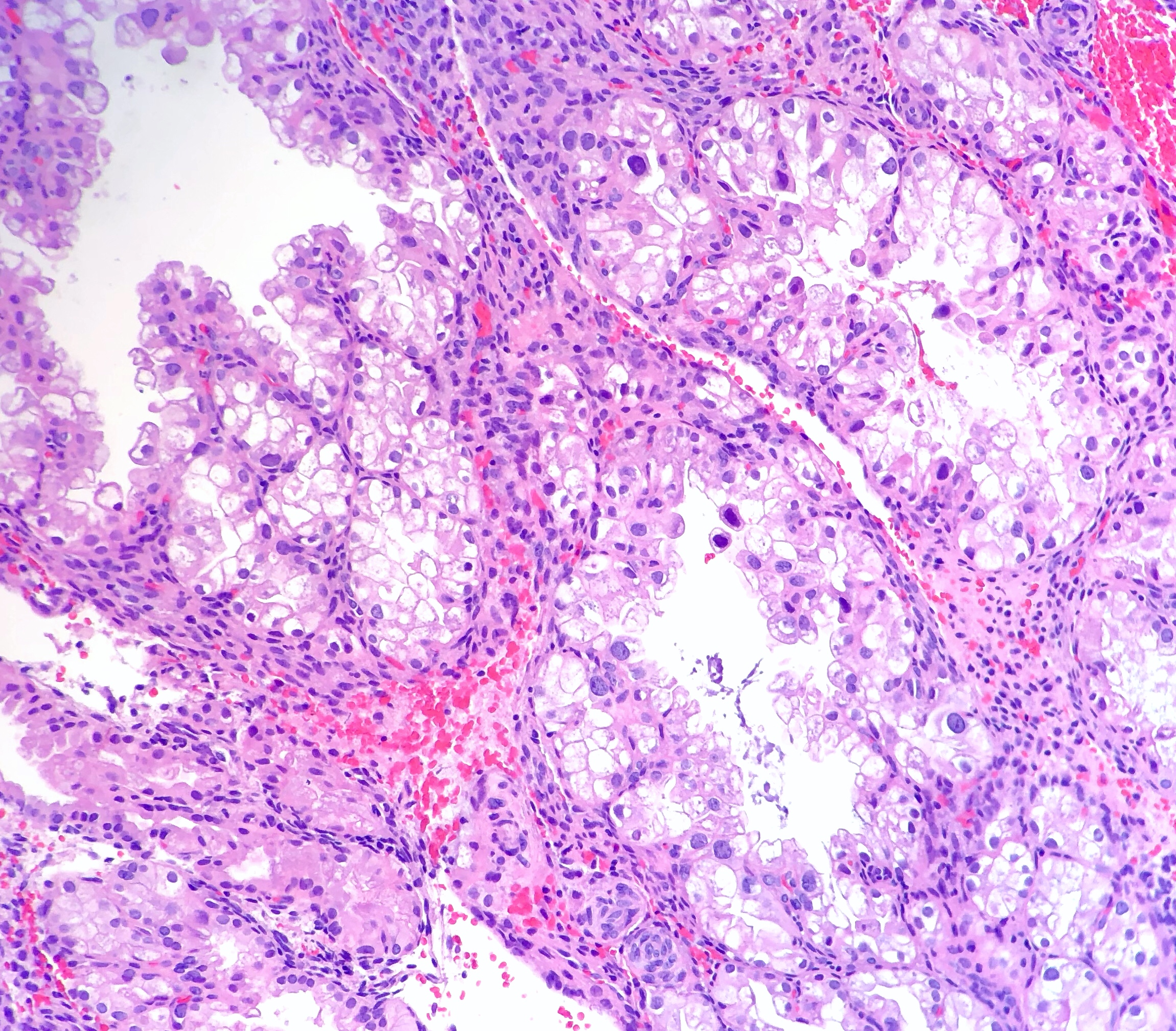
顯微鏡下位於子宮內膜的受阿斯反应影響的腺體

阿斯反应（阿里亚斯·斯特拉反应），也称阿斯现象（阿里亚斯·斯特拉现象），是一类子宫内膜的良性变化。阿斯反应的發生與黃體素的作用有關，在正常怀孕的妇女体中可能会见到此类表現，与绒毛组织的出现有关。由於它的細胞型態與某些恶性疾病有相似之處，過去一度被误認为子宫内膜癌。。
这种良性變化被秘鲁病理学家哈维尔·阿里亚斯·斯特拉于1954年首次描述。

## 诊断
通过对细胞核放大观察，可以发现它有一些特征，包括有异常核膜、颗粒状核染质、中央核液泡化和伪核杂质。
其中包括五类特型：
1. 极小异型型
2. 早期分泌型
3. 分泌或高度分泌型
4. 再生型、增生性型或非分泌型
5. 巨型细胞型

## 相关
- 绒毛膜癌
- 疱疹
- 核异型（英语：Nuclear atypia）
- 细胞核多形性（英语：Nuclear pleomorphism）